# 大好きなのに (Kyleeの曲)
「大好きなのに」は、アメリカ出身の女性歌手Kyleeの7枚目のシングル。2013年2月13日発売。

## 概要
前作『未来』より8か月ぶりのシングル。表題曲「大好きなのに」は、テレビアニメ『絶園のテンペスト』のオープニング・テーマとして使用された。また、石橋杏奈出演のミュージック・ビデオが制作された。
iTunes J-POPチャートで2位を記録した。

## 収録曲
通常盤
| 全編曲: CHOKKAKU、谷口尚久。 |                              |                 |                   |       |
| #                            | タイトル                     | 作詞            | 作曲              | 時間  |
| 1.                           | 「大好きなのに」             | 田中花乃        | 谷口尚久          | 4:47  |
| 2.                           | 「Anywhere」                 | Kylee、谷口尚久 | CHOKKAKU、her0ism | 3:19  |
| 3.                           | 「大好きなのに」(Less Vocal) |                 |                   | 4:44  |
| 合計時間:                    | 合計時間:                    | 合計時間:       | 合計時間:         | 12:50 |

期間生産限定盤
| #         | タイトル                     | 作詞  | 作曲・編曲 | 時間 |
| --------- | ---------------------------- | ----- | ---------- | ---- |
| 1.        | 「大好きなのに」             |       |            | 4:47 |
| 2.        | 「Anywhere」                 |       |            | 3:19 |
| 3.        | 「大好きなのに」(TV Size)    |       |            | 1:32 |
| 4.        | 「大好きなのに」(Less Vocal) |       |            | 4:44 |
| 合計時間: | 合計時間:                    | 14:22 |            |      |